# カリスマカンタロー
カリスマカンタロー（本名：神田 勘太朗、1979年12月13日 - ）は、日本の実業家兼ダンサー。
株式会社アノマリー代表取締役CEO。
株式会社Dリーグ代表取締役COO。
一般社団法人日本国際ダンス連盟FIDA JAPAN会長。

ストリートダンスソロバトル大会『マイナビDANCEALIVE』を2004年よりプロデュースし、以降日本におけるダンス業界の発展に大きな影響を与えている。日本を代表するダンサー、パフォーマーの多くはキッズ、学生の頃にダンスアライブを通して台頭してきており、五輪代表選手のShigekix、多くのDリーグ選手を筆頭に輩出している。
2017年株式会社expgの取締役就任後2020年4月にN高等学校と連携しexpg高等学院を立ち上げる。
2019年一般社団法人日本国際ダンス連盟「FIDA JAPAN」を設立。名誉会長に杉良太郎、会長に神田勘太朗が就任。高齢者対象のダンス大会「GOLD CUP」の運営、プロリーグのルール策定を行なっている。
2021年1月にダンスのプロリーグであるD.LEAGUEを開幕、トップパートナーにソフトバンク、タイトルスポンサーに第一生命を迎え、全14チームでリーグ戦を行なっている世界で初めてのプロリーグである。
2022年5月に自身の会社である株式会社アノマリーが初めての第三者割当による引受先でNTT docomoからの増資を決定、Web3に関わるダンステック事業において事業連携を発表。ダンスの振付の知財化を目的とする事業「MOTIONBANK」との連携を目指している。
2024年6月3日、アノマリー20thアニバーサリーパーティーにて、セネガル、メキシコ、バーレーン、中国など海外拠点を増やし、DANCEALIVEの大会の開催を目指す海外戦略を発表。
多方面でプロデューサー・演出家として活動している。

## 略歴
長崎県出身。
長崎日大高校卒業。
明治大学法学部卒業。
母親がダンサーであることから幼い頃から「ダンサーとして世界を駆け巡りたい」と周囲に話していた。
2004年6月3日、有限会社アノマリー（現・株式会社アノマリー）を設立。
「日本一のイベントを作りそこで踊れば有名になれる」と考え、ダンサーとして活動しつつ、ダンスイベントを作り始める。
現在そのダンスイベント「DANCEALIVE（ダンスアライブ）」は両国国技館を埋め尽くす日本一のダンスイベントへ成長している。
近年は、ダンスを中心とした日本のストリートダンスコンテンツを海外に広く発信する為に主催の『DANCE ALIVEシリーズ（DANCE ALIVE HERO'S/DANCE ALIVE WORLD CUP）』をプロデュースし世界中で開催することを目指している。
ダンスがグローバル最強のコミュニケーションであることを謳っている。
2021年1月10日には「日本発世界へ」「ダンスがある人生」をスタンダードにダンスのプロリーグである「D.LEAGUE」を開幕させる。

## 人物
趣味は、ダンス、サッカー。
幼少期は、母親がダンサーという影響でダンスミュージックを聴く毎日を過ごし、母親の発表会でダンスを踊る事をキッカケに自身もダンスを始める。上京後、ダンスを通して出来た仲間たちとハウスダンスチーム「Xyon」を結成（そのメンバーで数年後に現在の株式会社アノマリーを創ることになる）。JAPAN DANCE DELIGHTへの出場やTV番組 スーパーチャンプルへの出演など、ハウスダンスの普及に貢献した。
好きなスポーツはサッカー。
小学4年生の時に始めるがチームとの相性が悪く一度辞めている。中学から本格的に始め、プロサッカー選手を目指す中で、早稲田大学のサッカー部入部を強く希望し文系も理系も受験。日本史は偏差値80を超えるほどのマニアで、早稲田大学教育学部心理学科受験時の自己採点は50点満点中49点。しかし英語が2点の為不合格。その後、明治大学法学部に入学している。大学時代はサークルでやる程度で、浪人時代にプロは諦めている。いずれサッカーチームを運営したいと周りに話している。

## 著書
・ 誰も君のことなんて気にしていない。(2018年4月18日、きずな出版)

## イベントプロデュース
自社イベントから、受託イベントまで
- DANCE ALIVE（Anomaly）
- DANCE ALIVE HERO'S（Anomaly）
- DANCE ALIVE WORLD CUP（Anomaly）
- DANCE@PIECE（Anomaly）
- STEEZ PARTY（株式会社パイオニア）
- XPERIA PARTY（ソニーモバイルコミュニケーションズ株式会社）
- DANCE@HERO（Anomaly）
- BBB SHOCK LIVE（Anomaly）
- ハイダン（Anomaly）
- GATSBY DANCE COMPETITION（株式会社マンダム）
- 六本木ハロウィン（六本木商店組合・電通）
- SUUPAA JAPAN（WAKUWAKU JAPAN）
- The Session2016（Anomaly&Red Bull）
- WCS JAPANラウンド（Anomaly&Red Bull）
- GATSBY CREATIVE AWARDS（株式会社マンダム）
- 第一生命 D.LEAGUE（株式会社Dリーグ）

## メディアプロデュース案件
地上波およびウェブメディア
- スーパーチャンプル（中京テレビ）
- DANCE@TV（Anomaly）
- Dews（Anomaly）
- スーパーチャンプル2016（中京テレビ

## カリスマカンタローの由来
カリスマブームの時にみんなにカリスマと言われていたが、カリスマブームが去った時にあえてカンタローの前にカリスマをつけ始めた。と過去のインタビューで明かしている。また、結果としてダンス界では注目を浴びたが同時に出る杭は打たれるという事を身を以て体感することとなった。とも語っている。
関係ないが、幼少期に落雷をくらったことがあるらしい。

## 愛称
基本的には「カリスマ」か「カンタロー」と呼ばれる事が多い。親しい友人は「カンちゃん」と呼んでいる。

## 出演

### テレビ
- スーパーチャンプル（中京テレビ製作・日本テレビ系）
- DANCE@TV（エンドレス・コミュニケーションズ製作・テレビ東京系）
- AKB子兎道場（テレビ東京系）